# Čokori
Čokori (szerbül: Чокори), falu Banja Luka községben, Bosznia-Hercegovinában, Bosanska krajina területén, a Szerb Köztársaságban. 

## Fekvése
Bosznia-Hercegovina északi részén, Banja Luka központjától légvonalban 7, közúton 10 km-re nyugatra, a Piskovica-hegység keleti részén, a Surtolija-patak völgyében és a környező dombokon, 280-400 méteres magasságban fekszik. Több településrészből áll.

## Népessége
| Nemzetiségi csoport | Népesség 1991 | Népesség 2013 |
| ------------------- | ------------- | ------------- |
| Szerb               | 181           | 198           |
| Bosnyák             | 0             | 0             |
| Horvát              | 0             | 0             |
| Jugoszláv           | 0             | 1             |
| Egyéb               | 1             | 0             |
| Összesen            | 182           | 199           |

## Története
A határában magasodó Gradina nevű magaslat régészeti leleteinek tanúsága szerint területe már a bronzkortól fogva lakott volt.
A település 1878-ig tartozott az Oszmán Birodalomhoz, ekkor a berlini kongresszus határozata alapján az Osztrák-Magyar Monarchia része lett. 1879-ben az első osztrák-magyar népszámlálás során a Banja Luka-i járáshoz tartozó településnek 25 háztartása és 147 ortodox lakosa volt. 1910-ben a Banja Luka-i járáshoz tartozó településen 25 háztartást és 250 ortodox lakost találtak. A monarchia szétesésével 1918-ban előbb a Szerb-Horvát-Szlovén Királyság, majd 1929-től a Jugoszláv Királyság része. 1921-ben a községnek összesen (Čokori és Prnjavor Mali együtt) 55 háztartása és 422 lakosa volt. Jugoszlávia megszállása után a Független Horvát Állam (NDH) része lett. A daytoni békeszerződést követő területfelosztásnál Banja Luka község részeként a Szerb Köztársaság területéhez került.

## Nevezetességei
- Gradina - őskori vár maradványai. A lelőhely a Surtolija-patak bal partja feletti sziklás magaslat 80x20 méteres platóján található. korát a késő bronzkorra és a vaskorra teszik.[4]